# Between the Devil and the Deep Blue Sea
Between the Devil and the Deep Blue Sea är en populär amerikansk sång från 1932.  Musiken är skriven av Harold Arlen och texten av Ted Koehler.
Between the Devil... spelades först in av Cab Calloway och har sedan blivit en "standard" som spelats in av många artister, t.ex. George Harrison. The Boswell Sisters spelade 1932 in sången med The Dorsey Brothers. Frank Sinatra gjorde sin version 1959 och Ella Fitzgerald sin på albumet Ella Fitzgerald Sings the Harold Arlen Songbook från 1961. Thelonious Monk spelar den på albumet Straight, No Chaser från 1967. Diana Krall sjunger sången på sitt debutalbum Stepping Out från 1993.
Bengt Hallberg har den med på albumet Hallberg’s Happiness från 1977.